# Rudolf von Türcke
Rudolf von Türcke (* 12. März 1839 in Meiningen; † 24. Mai 1915 in Dresden) war ein deutscher Landschaftsmaler.

## Herkunft
Seine Eltern waren der sachsen-meiningensche Kammerherr Hermann Rudolf von Türcke (* 20. März 1799; † 27. Oktober 1840) und dessen Ehefrau Friederike Sophie Amalie Luise Elisabeth von Alten (1808–1867).

## Leben
Seine Ausbildung erhielt er ab 1859 zunächst an der Dresdner Akademie, 1862 zog es ihn dann an die Akademie in Düsseldorf, wo er 1863/1864 bei Oswald Achenbach die Landschaftsmalerei studierte. Danach war von Türcke einige Zeit im Atelier von Friedrich Preller d. Ä. in Weimar tätig. 1870 kehrte er wieder nach Dresden zurück.
Er heiratete am 28. April 1881 Johanna von der Mosel (* 10. August 1846; † 1925). Das Paar hatte einen Sohn:
- Wilhelm Karl Rudolf (* 21. Mai 1882; † 12. Juli 1959), Fregattenkapitän ⚭ Maria Isodora Rosel Elisabeth von Hoppenstedt (* 3. Juli 1890; † 1989)

## Werke
- Ansicht vom Holzdamm in St. Georg auf die Hamburger Kunsthalle und Binnenalster, 1875 (seit 1990 im Bestand der Hamburger Kunsthalle)[3]